# Mouni Roy
Mouni Roy Nambiar(sinh ngày 28 tháng 9 năm 1985) là một nữ diễn viên, ca sĩ, vũ công và cựu người mẫu Ấn Độ, cô chủ yếu hoạt động trong các bộ phim và truyền hình tiếng Hindi, ra mắt truyền hình vào năm 2007 với vai Krishna Tulsi trong bộ phim dài tập Kyunki Saas Bhi Kabhi Bahu Thi của đạo diễn Ekta Kapoor, được phát sóng trên kênh Star Plus. Devon Ke Dev... Mahadev trên Life OK vào năm 2011. Năm 2015, cô tham gia vào phần một của bộ phim Xà nữ báo thù (Tình người kiếp rắn) (tên gốc: Naagin) với vai Shivanya, năm 2016 tiếp tục với vai Shivangi trong phần hai, cả hai phần đều đạt được TRPs cao và khiến Mouni Roy nhận được nhiều giải thưởng. Đến tháng 5/2019, cô tiếp tục đóng những tập cuối cùng của phần ba với vai diễn Mahanaagrani Shivangi

## Cuộc đời và sự nghiệp

### Đầu đời và ra mắt truyền hình (2006 đến 2010)
Mouni Roy sinh ngày 28 tháng 9 năm 1985 tại Cooch Behar, Tây Bengal trong một gia đình người Bengali.  Ông của cô Shekhar Chandra Roy, là một nghệ sĩ sân khấu nổi tiếng. Mẹ cô Mukti, là một nghệ sĩ sân khấu và cha cô Anil Roy là giám đốc văn phòng ở Cooch Behar.  Cô học đến lớp 12 ở Baburhat, Cooch Behar và sau đó chuyển đến Delhi.  Cô tham gia khóa truyền thông đại chúng tại Jamia Milia Islamia theo yêu cầu của cha mẹ cô, nhưng bỏ dở khóa học giữa chừng và đến Mumbai để thử vận may của mình trong ngành công nghiệp điện ảnh Bollywood. Cô yêu thích diễn xuất từ khi còn nhỏ và coi các nữ diễn viên: Madhubala, Madhuri Dixit và Waheeda Rehman là thần tượng diễn xuất của mình.
Năm 2004, cô xuất hiện với tư cách là một vũ công trong bài hát "Nahi Hona" của chương trình Run. Cô bắt đầu sự nghiệp của mình vào năm 2006 với bộ phim truyền hình Kyunki Saas Bhi Kabhi Bahu Thi của đạo diễn Ekta Kapoor, vào vai Krishna, đóng cặp với Pulkit Samrat.  Sau đó cô tham gia và giành chiến thắng trong mùa giải đầu tiên của chương trình Zara Nachke Dikha cùng với Karishma Tanna và Jennifer Winget. Sau đó cô đóng vai Shivani trong bộ phim Kasturi. Năm 2008, cô tham gia chương trình Pati Patni Aur Woh cùng với Gaurav Chopra. Năm 2010, cô đóng vai Roop trong bộ phim Do Saheliyaan.

### Sự đột phá và thành công, nổi tiếng trong lĩnh vực truyền hình (2011 đến 2017)

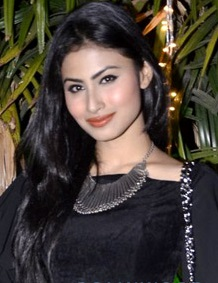
Mouni Roy tại một sự kiện trong năm 2015

Năm 2011, cô đóng vai chính trong bộ phim tiếng Punjabi Hero Hitler in Love. Cô nổi tiếng sau khi đóng vai Sati trong bộ phim thần thoại Devon Ke Dev... Mahadev trên kênh Life OK từ năm 2011 - 2014. Năm 2013, cô vào vai chính Meera đóng cặp với Aditya Redij trong bộ phim Junoon - Aisi Nafrat Toh Kaisa Ishq trên Life OK.  Năm 2014, cô tham gia chương trình truyền hình thực tế Jhalak Dikhhla Jaa của Colors TV trong mùa thứ bảy cùng với Punit Pathak.
Năm 2015, Mouni Roy trở lại truyền hình với bộ phim siêu nhiên Xà nữ báo thù (Tình người kiếp rắn) của đạo diễn Ekta Kapoor, đóng vai Shivanya cùng với Arjun Bijlani và Adaa Khan. Cô mô tả về nhân vật của mình: "Tôi có vẻ ngoài giản dị trong chương trình, trang điểm rất ít, không đánh mắt nhiều, tôi rất thích thú với vai diễn. Tôi vào vai Shivanya, một nhân vật đơn giản, ngây thơ, một người mơ mộng lạc lối. suy nghĩ của riêng cô ấy. Cô ấy chân thành, tò mò, ngây thơ và vụng về, và cô ấy liên tục gặp rắc rối. "  Bộ truyện đứng đầu bảng xếp hạng, khiến cô trở thành một cái tên nổi tiếng không chỉ ở Ấn Độ mà còn ở các quốc gia khác. Cô trở thành một trong những cầu thủ cùng đội với Arjun Bijlani, trong Box Cricket League. Cô dẫn chương trình khiêu vũSo You Think You Can Dance cùng với Rithvik Dhanjani trên kênh & TV. Năm 2016 - 2017, cô tiếp tục tham gia phần 2 của bộ phim siêu nhiên [[Xà nữ báo thù (Tình người kiếp rắn), đóng cặp với Karanvir Bohra. Diễn xuất cặp đôi của cô với Bijlani trong phần 1 và với Bohra trong phần 2 được khán giả đánh giá cao và đưa cô trở thành nữ diễn viên hàng đầu trong ngành truyền hình Ấn Độ. Sau đó, cô lồng tiếng cho vai Sita trong bộ phim hoạt hình Maidodha Rama. Cùng năm, cô xuất hiện trong bài hát "Nachna Aunda Ni" trong Tum Bin 2

### Tham gia vàoBollywoodvà rời khỏi truyền hình (2018 đến nay)

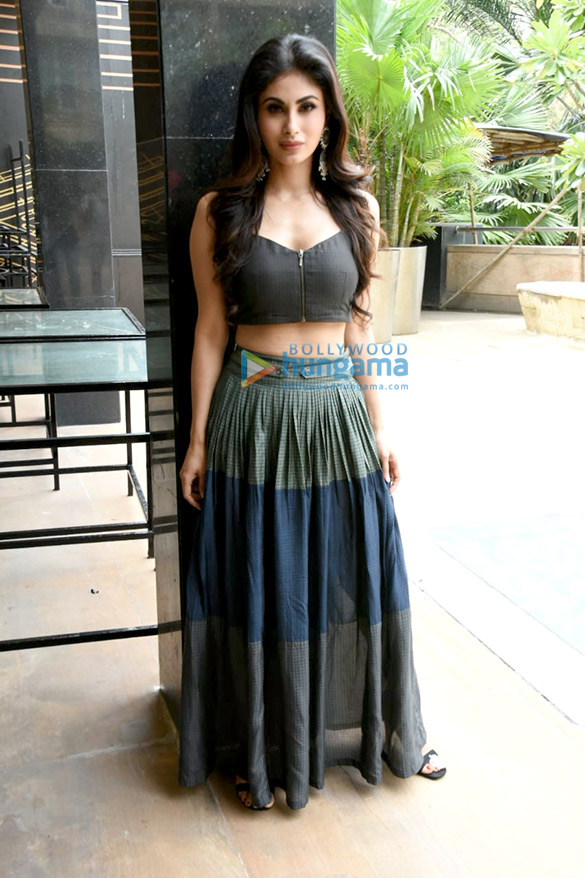
Mouni Roy quảng cáo chương trình Gold trong năm 2018

Năm 2018, Mouni Roy có màn ra mắt Bollywood cùng với Akshay Kumar trong chương trình Gold của đạo diễn Reema Kagti.  Màn trình diễn của cô được khen ngợi. Hindustan Times viết, "Mouni Roy trong vai Monobina, vợ của Akshay là sự pha trộn phù hợp giữa sự khéo léo và quyến rũ. Với vốn hiểu biết của mình về tiếng Bengali, cô ấy đã mang lại điều gì đó có lợi cho bộ phim."  Suparna Sharma trong Asian Age đã đánh giá lại màn trình diễn và sự gợi cảm của cô ấy: "Monobina của cô ấy được tạo ra từ hình ảnh đàn ông và phụ nữ Punjabi về phụ nữ Bengali đã kết hôn - nhanh nhẹn và hay mắng mỏ, nhưng cũng gợi cảm và quyến rũ." Với thu nhập toàn cầu là ₹ 1,5 tỷ USD, Gold nổi lên như một thành công thương mại và trở thành bộ phim Ấn Độ đầu tiên có một phiên bản sân khấu ở Nam Xê-út.
Tiếp nối thành công của Gold, vũ đạo của cô trong bài hát có tên "Gali Gali" vào tháng 12 năm 2018 đã trở nên cực kỳ nổi tiếng và cô được khen ngợi về vũ đạo của mình. Kể từ đó, bài hát đã thu hút được gần 300 triệu lượt xem trên YouTube.
Vào tháng 5 năm 2019, cô đóng vài tập cuối cùng của bộ phim Xà nữ báo thù (Tình người kiếp rắn) phần 3 với vai Nữ hoàng rắn vĩ đại Shivangi.
Phim đầu tiên của Roy ra mắt trong năm 2019 là Romeo Akbar Walter, có sự tham gia của John Abraham và Jackie Shroff. Màn trình diễn của cô với tư cách là một điệp viên R&AW đã thu hút nhiều ý kiến. Một bài đánh giá của Bollywood Hungama cho biết, "Mouni Roy có một phần thú vị để viết tiểu luận. Mặc dù cô ấy làm tốt, nhân vật của cô ấy có một thỏa thuận thô."  Saibal Chatterjee của NDTV chỉ trích độ vai diễn của cô: "Mouni Roy, được chọn vào vai đồng nghiệp và người được yêu mến của anh hùng, xuất hiện ngay và sau đó trong một vai diễn đáng quên."  Romeo Akbar Walter hoạt động kém hiệu quả tại rạp chiếu.  Bộ phim tiếp theo của cô là Made in China được phát hành nhân dịp lễ Diwali, trong đó cô đóng vai một bà nội trợ bị quấy rầy.
Năm 2020, cô xuất hiện với tư cách là điệp viên R&AW đang mang thai tên là Uma Kulkarni trong bộ phim truyện OTT đầu tiên của cô là London Confidential.  Mặc dù các nhà phê bình không ấn tượng với bộ phim, nhưng vẫn khen ngợi Mouni Roy.
Cô được dự kiến sẽ đóng vai nữ chính trong Nawazuddin Siddiqui cùng với Bole Chudiyan, nhưng đã bỏ đóng sau khi đụng độ với các nhà sản xuất của bộ phim.
Cô cũng có một dự án vào năm 2020, tham gia vào chương trình Brahmāstra, do Ayan Mukherjee đạo diễn và Karan Johar sản xuất. Cô sẽ đóng vai phản diện chính trong phim.

## Đời tư
Khi mới bắt đầu sự nghiệp, cô đã có mối quan hệ với nam diễn viên Gaurav Chopra, cả hai cũng đã xuất hiện trong một chương trình thực tế Pati Patni Aur Woh. Tuy nhiên, ngay sau đó cả hai người họ đã phải chia tay.
Vào tháng 1 năm 2021, có thông tin rằng Roy sẽ sớm kết hôn với bạn trai là chủ ngân hàng ở Dubai, Suraj Nambiar,  nhưng cô đã phủ nhận những thông tin đó và nói rằng cô "chán ngấy những tin đồn và suy đoán."

## Phim truyền hình
| Năm       | Chương trình                               | Vai trò                                                                           | Tham khảo |
| --------- | ------------------------------------------ | --------------------------------------------------------------------------------- | --------- |
| 2006–2008 | Kyunki Saas Bhi Kabhi Bahu Thi             | Krishna Tulsi Eklavya Virani                                                      | [ 4 ]     |
| 2008      | Kaho Na Yaar Hai                           | Thí sinh                                                                          | [ 5 ]     |
| 2008      | Kasturi                                    | Shivani Sabbarwal                                                                 | [ 6 ]     |
| 2008      | Zara Nachke Dikha                          | Thí sinh                                                                          | [ 7 ]     |
| 2009      | Pati Patni Aur Woh                         | Thí sinh                                                                          | [ 8 ]     |
| 2010      | Do Saheliyaan                              | Roop                                                                              | [ 9 ]     |
| 2010      | Sshhh... Phir Koi Hai- Trittya             | Koena                                                                             | [ 10 ]    |
| 2011–2014 | Devon Ke Dev...Mahadev                     | Shakthi / Sati / Durga / Parvati / Mahakali / Adi Parashakti                      | [ 11 ]    |
| 2012–2013 | Junoon – Aisi Nafrat Toh Kaisa Ishq        | Meera                                                                             | [ 12 ]    |
| 2014      | Nach Baliye 6                              | Thí sinh khách mời                                                                | [ 13 ]    |
| 2014      | Jhalak Dikhhla Jaa 7                       | Thí sinh                                                                          | [ 14 ]    |
| 2014      | Bigg Boss 8                                | Khách mời                                                                         | [ 15 ]    |
| 2015      | Meri Aashiqui Tum Se Hi                    | Khách mời                                                                         | [ 16 ]    |
| 2015      | Swaragini - Jodein Rishton Ke Sur          | Khách mời                                                                         |           |
| 2015      | Comedy Nights with Kapil                   | Khách mời                                                                         | [ 17 ]    |
| 2015      | Bigg Boss 9                                | Khách mời                                                                         | [ 18 ]    |
| 2015–2016 | Naagin 1                                   | Shivanya Ritik Singh                                                              | [ 19 ]    |
| 2016–2017 | Naagin 2                                   | Shivangi Rocky Pratap Singh / Shivanya Ritik Singh                                | [ 20 ]    |
| 2016      | Box Cricket League 2                       | Thí sinh                                                                          | [ 21 ]    |
| 2016      | Tashan-e-Ishq                              | Bản thân cô                                                                       | [ 22 ]    |
| 2016      | Ek Tha Raja Ek Thi Rani                    | Bản thân cô                                                                       |           |
| 2016      | Comedy Nights Live                         | Bản thân cô                                                                       | [ 23 ]    |
| 2016      | Comedy Nights Bachao                       | Bản thân cô                                                                       |           |
| 2016      | So You Think You Can Dance                 | Chủ                                                                               | [ 24 ]    |
| 2016      | Jhalak Dikhhla Jaa 9                       | Bản thân cô                                                                       | [ 25 ]    |
| 2016      | Bigg Boss 10                               | Khách mời                                                                         | [ 26 ]    |
| 2017      | Bigg Boss 11                               | Khách mời                                                                         | [ 27 ]    |
| 2017      | Lip Sing Battle                            | Thí sinh                                                                          | [ 28 ]    |
| 2017      | India's Next Top Model 3                   | Khách mời                                                                         | [ 29 ]    |
| 2017      | Entertainment Ki Raat                      | Khách mời                                                                         | [ 30 ]    |
| 2019      | Xà nữ báo thù (Tình người kiếp rắn) phần 3 | Nữ hoàng rắn vĩ đại Shivangi (Shivangi Rocky Pratap Singh) / Shivanya Ritik Singh | [ 31 ]    |
| 2018      | Krishna Chali London                       | Sundari (vai khách mời)                                                           | [ 32 ]    |
| 2018      | Dance Deewane                              | Khách mời                                                                         | [ 33 ]    |
| 2019      | Nach Baliye 9                              | Khách mời                                                                         |           |
| 2019      | Bigg Boss 13                               | Khách mời                                                                         |           |

## Chương trình đã tham gia
| Năm  | Chương trình        | Vai trò                      | Ghi chú                                                          |
| ---- | ------------------- | ---------------------------- | ---------------------------------------------------------------- |
| 2004 | Run                 | Bản thân cô                  | Xuất hiện trong bài hát "Nahi Hona Nahi Hona"                    |
| 2011 | Hero Hitler in Love | Sahiban                      | Phim Punjabi                                                     |
| 2016 | Mahayodha Rama      | Lồng tiếng cho nhân vật Sita | Phim hoạt hình                                                   |
| 2016 | Tum Bin II          | Bản thân cô                  | Xuất hiện trong bài hát "Nachna Aaonda Nahin"                    |
| 2018 | Gold                | Monobina Das                 | Được đề cử - Giải nữ chính xuất sắc nhất cho bộ phim chiếu       |
| 2018 | K.G.F: Chapter 1    | Lucy                         | Xuất hiện trong bài hát "Gali Gali" (Phiên bản tiếng Hindi)      |
| 2019 | Romeo Akbar Walter  | Shraddha Sharma / Parull     | Đóng vai một điệp viên; dựa trên câu chuyện của Ravindra Kaushik |
| 2019 | Made in China       | Rukmini Mehta                |                                                                  |
| 2020 | London Confidential | Uma Kulkarni                 | Do kênh ZEE5 phát hành                                           |
| 2021 | Brahmastra          | Damyanti                     | Đang quay phim                                                   |

## Âm nhạc
| Năm  | Bài hát                   | Ghi chú                                                                  | Tham khảo |
| ---- | ------------------------- | ------------------------------------------------------------------------ | --------- |
| 2020 | Holi Mein Rangeele        | Cùng với Varun Sharma và Sunny Singh                                     | [ 35 ]    |
| 2020 | Bheegi Bheegi Raaton Mein | Cùng với Nakash Aziz, bản làm lại của bài hát (cùng tên) Ajanabee (1974) | [ 36 ]    |
| 2021 | Patli Kamariya            | Sung của Tanishk Bagchi, Sukh-E và Parampara Tandon                      | [ 37 ]    |

## Phần thưởng

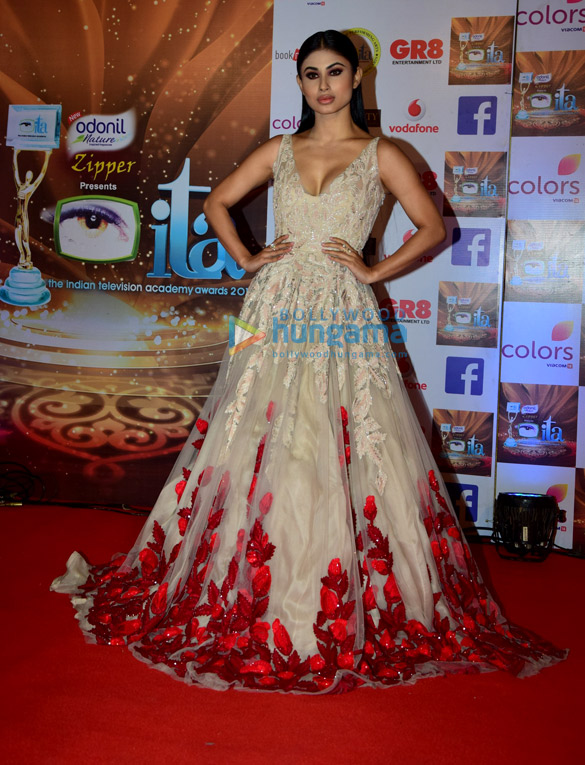
Mouni Roy tại Indian Television Academy Awards năm 2017

| Năm  | Chương trình        | Giải thưởng                      | Hạng mục                                              | Kết quả   | Tham khảo |
| ---- | ------------------- | -------------------------------- | ----------------------------------------------------- | --------- | --------- |
| 2016 | Naagin              | Indian Television Academy Awards | Giải ITA cho nữ diễn viên chính xuất sắc nhất         | Đoạt giải | [ 38 ]    |
| 2016 | Naagin              | Gold Awards                      | Giải Gold Award cho nữ diễn viên chính xuất sắc nhất  | Đoạt giải |           |
| 2016 | Naagin              | Golden Petal Awards              | Diễn viên truyền hình đặc sắc nhất năm                | Đoạt giải |           |
| 2016 | Naagin              | Golden Petal Awards              | Nữ diễn viên chính xuất sắc nhất                      | Đề cử     |           |
| 2017 | Naagin 2            | Golden Petal Awards              | Nữ diễn viên chính xuất sắc nhất                      | Đoạt giải |           |
| 2017 | Naagin 2            | Gold Awards                      | Giải Gold Awards cho nữ diễn viên chính xuất sắc nhất | Đoạt giải |           |
| 2017 | Naagin 2            | Gold Awards                      | Giải Gold Awards cho gương mặt của năm (nữ)           | Đoạt giải |           |
| 2017 | Naagin 2            | Big Zee Entertainment Awards     | Nữ diễn viên truyền hình đặc sắc nhất                 | Đoạt giải |           |
| 2018 | Gold                | Filmfare Awards                  | Giải nữ chính xuất sắc nhất cho bộ phim chiếu rạp     | Đề cử     |           |
| 2018 | Gold                | Lux Golden Rose Awards           | Vẻ đẹp mới nổi bật của năm                            | Đề cử     | [ 39 ]    |
| 2018 | Gold                | Star Screen Awards               | Phong cách truyền thống dân tộc tốt nhất (nữ)         | Đoạt giải |           |
| 2021 | London Confidential | IWMBuzz Digital Awards Season 3  | Nữ diễn viên nổi tiếng nhất trong phim kỹ thuật số    | Đoạt giải | [ 40 ]    |